# Benet Tallaferro
Benet Tallaferro és un personatge de ficció de còmic francobelga. El seu nom original en francès és Benoît Brisefer. La sèrie de còmics fou creada per l'autor belga Peyo (1928 — 1992) el 1960 al nº 1183 de la revista Spirou. Peyo va comptar amb la col·laboració de diversos col·laboradors tant per als dibuixos com per al guió, els més famosos dels quals són Will., qui va crear els decorats de la petita ciutat de Vivejoie-La-Grande, i François Walthéry, que va signar el grafisme per a diverses històries. El 1993, la sèrie es va rellançar amb set àlbums més amb Pascal Garray en el dibuix i Thierry Culliford en el guió de sis dels àlbums.

## Trama
El personatge principal que dona nom a l'obra és un nen, ros, amb boina i a una força sobrehumana, que perd els seus poders quan agafa un refredat.

## Traducció al català
Va aparèixer per primer cop en català al Cavall Fort a partir del 1971 en traducció d'Albert Jané i posteriorment va ser editat com a àlbum per l'Editorial Casals entre el 1988 i el 1991, de mans del mateix traductor, on només es van publicar 5 àlbums.
El 2013 l'Editorial Base inicia una nova publicació del personatge.

## Àlbums de la sèrie
- 1. Els taxis vermells (Les taxis rouges)
- 2. La senyora Adolfina (Madame Adolphine)
- 3. Els dotze treballs d'en Benet Tallaferro (Les 12 travaux de Benoit Brisefer)
- 4. Agent especial (Tonton Placide)
- 5. El circ Bodoni (Le cirque Bodoni)
- 6. Lady d'Olfina (Lady d'Olphine)
- 7. El fetiche (Le fétiche)
- 8. Un robatori de pel·lícula (Hold-up sur pellicule)
- 9. L'illa de la desunió (L'île de la désunion)
- 10. La ruta del Sud (La route du sud)
- 11. El secret de l'Englantina (Le secret d'Eglantine)
- 12. Xocolata i joc brut (Chocolats et coups fourrés)
- 13. John John
- 14. Seguint el rastre del goril·la blanc (Sur les traces du gorille blanc)

### Publicació original en revista
| Any       | Títol                                | Inici                                 | Final                                 |
| 1960-1961 | Les Taxis rouges                     | Spirou nº1183                         | Spirou nº1224                         |
| 1963      | Madame Adolphine                     | Spirou nº1292                         | Spirou nº1326                         |
| 1966-1967 | Les Douze Travaux de Benoît Brisefer | Spirou nº1459                         | Spirou nº1517                         |
| 1968      | Tonton Placide                       | Spirou nº1555                         | Spirou nº1584                         |
| 1969-1970 | Le Cirque Bodoni                     | Spirou nº1647                         | Spirou nº1675                         |
| 1972      | Lady d'Olphine                       | Spirou nº1771                         | Spirou nº1795                         |
| 1976      | Pas de joie pour Noël                | Spirou nº2017                         |                                       |
| 1978      | Benoît et Benco                      | Spirou nº2084 (només edició francesa) | Spirou nº2095 (només edició francesa) |
| 1978      | Le Fétiche                           | Spirou nº2096                         | Spirou nº2109                         |
| 1983      | Gag                                  | Spirou nº2346                         |                                       |
| 2014-2015 | Sur les traces du gorille blanc      | Spirou nº4001/4002                    | Spirou nº4010                         |
| --------- | ------------------------------------ | ------------------------------------- | ------------------------------------- |